# Guicongoro (província)

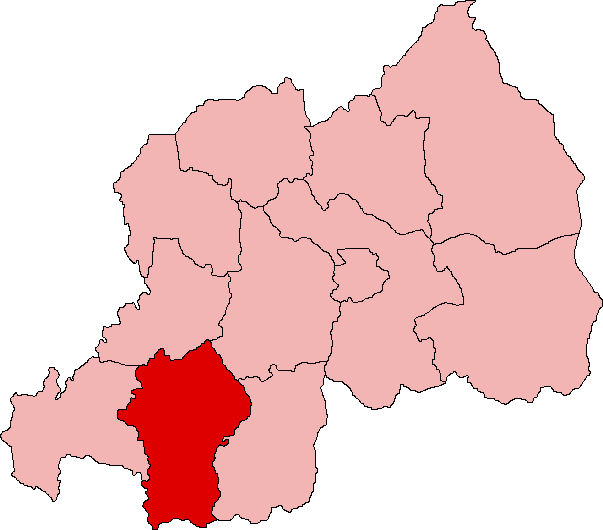
Guicongoro (província)

Guicongoro (em inglês: Gikongoro) era uma intara (província) do centro-norte de Ruanda, com sede em Guicongoro. Possuía 1 974 quilômetros quadrados de área e segundo censo de 2002, havia 489 729 habitantes. Foi abolida em 2006 com a reformulação territorial do país. Dividia-se em vários distritos:
| Distrito      | Nome nativo | População (2002) | Área (km2) |
| ------------- | ----------- | ---------------- | ---------- |
| Cadua         | Kaduha      | 60 961           | 261        |
| Caraba        | Karaba      | 90 280           | 253        |
| Inxili / Xili | Nshili      | 81 277           | 464        |
| Guicongoro    | Gikongoro   | 32 476           | 60         |
| Mudassomua    | Mudasomwa   | 70 183           | 255        |
| Muxubi        | Mushubi     | 90 336           | 416        |
| Nharuguru     | Nyaruguru   | 67 092           | 266        |